# Formica fatale
Formica fatale é uma espécie de formiga do gênero Formica, pertencente à subfamília Formicinae.